# Blancherupt
Blancherupt là một xã trong tỉnh Bas-Rhin, thuộc vùng Grand Est của nước Pháp, có dân số là 31 người (thời điểm 1999). Blancherupt là làng nhỏ nhất trong Alsace.

## Thông tin nhân khẩu
| 1962 | 1968 | 1975 | 1982 | 1990 | 1999 |
| ---- | ---- | ---- | ---- | ---- | ---- |
| 25   | 36   | 31   | 32   | 30   | 31   |